# Rrasë (ort)
Rrasës är en ort och tidigare kommun i Albanien.   Den ligger i Belsh kommun i Elbasan prefektur i den centrala delen av landet, 40 km söder om huvudstaden Tirana.
Trakten runt Komuna e Rrasës består till största delen av jordbruksmark.  Runt Komuna e Rrasës är det ganska tätbefolkat, med 192 invånare per kvadratkilometer.